# Coniophanes bipunctatus
Coniophanes bipunctatus (двоплямиста змія) — вид змій родини полозових (Colubridae). Мешкає в Мексиці і Центральній Америці.

## Підвиди
Виділяють два підвиди:
- Coniophanes bipunctatus bipunctatus (Günther, 1858);
- Coniophanes bipunctatus biseriatus Smith, 1940.

## Поширення і екологія
Двоплямисті змії мешкають на південному сході Мексики (від Веракрусу вздовж карибських схилів до півострова Юкатан), на півночі Гватемали, в Белізі, Гондурасі і Нікарагуа, спостерігалися на північному заході Коста-Рики та на островах біля узбережжі Гондурасу. Вони живуть у вологих і заболочених тропічних лісах, трапляються в сухих і вторинних лісах. Ведуть нічний, напівводний спосіб життя. Живляться рибою і амфібіями.